# Marilyn Corson
Marilyn Corson (n. 6 iunie 1950, Parry Sound⁠(d), Ontario, Canada) este o înotătoare ce a reprezentat Canada, medaliată olimpică. A participat la 2 ediții ale Jocurilor Olimpice (1968, 1972) în care a câștigat două medalii de bronz.